# L'Empire des solitudes
 (décembre 2023).
Si vous disposez d'ouvrages ou d'articles de référence ou si vous connaissez des sites web de qualité traitant du thème abordé ici, merci de compléter l'article en donnant les références utiles à sa vérifiabilité et en les liant à la section « Notes et références ».
L'Empire des solitudes est un roman français de Marc Durin-Valois paru en 2001.
L’Empire des Solitudes évoque la mécanique de dictature absolue d’un tyran, paranoïaque et fou, chassé de la capitale par une insurrection et réfugié dans un palais en plein désert où il attend la mort.
Prix Edmée-de-La-Rochefoucauld, le roman reçoit aussi le Prix du Premier roman de Sablet, le Prix Claude le Heurteur (composé majoritairement d'éditeurs) et figure dans la liste du Prix Interallié.